# Kenshin Himura
Kenshin Himura (緋村 剣心, Himura Kenshin) de son ancien nom Shinta Himura est le personnage principal du manga Kenshin le vagabond. Son surnom Battōsai vient de la technique du battō-jutsu (抜刀術), que Kenshin maîtrise à la perfection et qui consiste à attaquer en dégainant le sabre à la position horizontale, ce qui augmente considérablement la vitesse de la lame.

## Création et conception
L'auteur du manga Nobuhiro Watsuki a découvert et a utilisé l'histoire de Kawakami Gensai, un hitokiri exécuté par le gouvernement de Meiji.

## Profil
Kenshin est un samouraï surnommé Battōsai l'assassin (人斬り抜刀斎, hitokiri battōsai). Devenu vagabond à l'avènement de l'ère Meiji, il erre sans but dans le pays. Il porte toujours le sabre, ce qui lui cause souvent des problèmes avec les autorités (le port du sabre a été interdit en 1870). Son sabre est à lame inversée (sakabato), il ne peut donc tuer personne en combat. 
Rien ne l'empêcherait pourtant de retourner la lame afin d'utiliser son sabre, mais il se l'interdit. 
Après avoir achevé la restauration de l'ère Meiji et avoir assassiné pour cela, il a juré de défendre toutes les personnes qu'il pourrait, et cela sans plus jamais tuer. Après avoir aidé Kaoru à sauver la réputation de son dōjō de kendō, il accepte de rester quelque temps avec elle, non pas en tant que Battōsai, mais en tant que simple vagabond.
Plus tard, il fait la rencontre de Yahiko, un descendant de samouraï qui devient le disciple de Kaoru dans l'espoir d'apprendre les techniques de Kenshin. 
Kenshin se bat également contre Sagara Sanosuke, ce dernier ayant fait partie du Sekihotai, qui devient peu après son allié. 
Il fait également la connaissance de Megumi, médecin forcée dans la fabrication de l'opium par Kanryu. Afin de la sauver, Kenshin et Sanosuke se battent face aux derniers membres de l'Oniwanbushi, dont le chef Aoshi. Malheureusement, lorsqu'ils sont sur le point de la libérer, Kanryu apparaît avec une Gatling et tire sur Aoshi, les autres membres de l'Oniwanbushi le protègent avec leurs corps et en meurent. Finalement, Megumi ne va pas en prison, Kanryu si.